# Heliophanus nanus
Heliophanus nanus là một loài nhện trong họ Salticidae.
Loài này thuộc chi Heliophanus. Heliophanus nanus được Wanda Wesołowska miêu tả năm 2003.